# Proteuxoa monochroa
Proteuxoa monochroa là một loài bướm đêm thuộc họ Noctuidae. Loài này có ở Nam Úc.